# Matylda Szwabska
Matylda Szwabska (ur. październik 1048 zapewne w Pöhlde, zm. 12 maja 1060 zapewne w Goslarze) – księżna szwabska.

## Życiorys
Matylda była trzecią córką cesarza Henryka III i jego drugiej żony Agnieszki z Poitou. W 1057 cesarzowa Agnieszka nadała księstwo Szwabii Rudolfowi z Rheinfelden i zapewne wówczas zaręczył się on z Matyldą. Ślub nastąpił pod koniec 1059. Już w maju 1060 Matylda zmarła, zapewne w Goslarze, i przypuszczalnie została pochowana w tamtejszej kolegiacie św. Szymona i Judy. Nie jest pewne, czy Matylda była matką księcia Bertolda z Rheinfelden.

## Literatura
- Black Mechthild, Die Töchter Heinrichs III. und der Kaiserin Agnes, [w:] Vinculum Societatis: Festschrift für Joachim Wollasch, 1991, s. 36–57.
- Black-Veldtrup, Mechthild: Kaiserin Agnes (1043-1077): Quellenkritische Studien. – Köln: Böhlau, 1995
- Boshof Egon, Die Salier. Stuttgart 2000.